# Clásico platense
El Clásico Platense (Clásico de La Plata o Clásico de las diagonales) es como habitualmente se denomina al partido del fútbol argentino que enfrenta a los dos clubes más importantes de la ciudad de La Plata: Estudiantes y Gimnasia. Comenzaron a enfrentarse oficialmente en 1916, durante la era amateur, luego del ascenso de Gimnasia a Primera División en 1915. La rivalidad es una de las más destacadas del fútbol argentino, con una larga tradición de enfrentamientos en campeonatos regulares de Primera División, copas nacionales y, desde 2014, en torneos internacionales.
Según varios estudios vinculados a la investigación social en el fútbol, La Plata es una de las pocas ciudades del país, como ocurre en Rosario, Santa Fe, Córdoba y San Miguel de Tucumán, donde los clubes locales superan en popularidad a Boca Juniors y River Plate, los dos equipos más populares de Argentina.
El primer encuentro entre ambos equipos se disputó el 27 de agosto de 1916, por el Campeonato de Primera División de la Asociación Argentina de Football, y Gimnasia se impuso por 1-0 a través de un gol en contra de Ludovico Pastor.
En el clásico disputado por el Campeonato de Primera División 2024, el 28 de julio de 2024, Estudiantes derrotó a Gimnasia por 4-1 y volvió a marcar la mayor diferencia de un equipo sobre otro en el historial de partidos oficiales por campeonatos de liga de la era profesional, al superar a su tradicional rival por 14 victorias, con un total de 60 encuentros ganados y 46 perdidos. Sumando los partidos oficiales disputados por campeonatos regulares de Primera División, entre el amateurismo y el profesionalismo, esta serie asciende a 17 partidos de ventaja: Estudiantes 65; Gimnasia 48; y 63 igualdades.
Asimismo, Estudiantes no se ubica en desventaja en el historial frente a su clásico rival, tomando la totalidad de encuentros oficiales organizados por campeonatos y copas, desde 1942.

## Historia

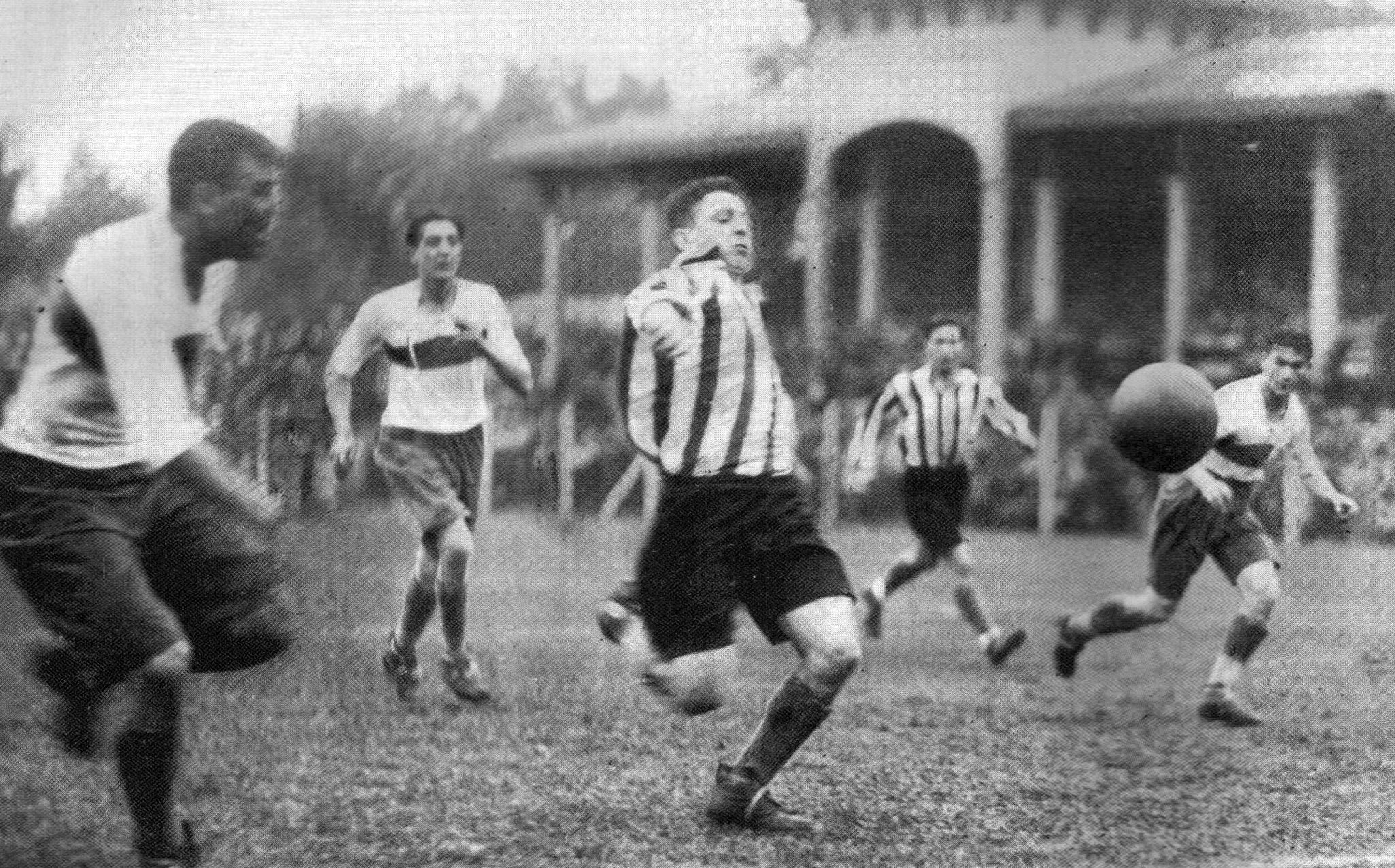
Una escena del segundo clásico platense del profesionalismo, en 1931.

### Era amateur (1916–1930)
El primer partido oficial del clásico de La Plata se disputó en el Campeonato de Primera División 1916, luego de que Gimnasia obtuviera el concurso de División Intermedia 1915 y el ascenso a la máxima categoría de la Asociación del Fútbol Argentino, división en la que Estudiantes participaba desde 1912. Se jugó el 27 de agosto de 1916, en el estadio de Estudiantes, y fue triunfo de Gimnasia, 1-0, con un gol en contra del futbolista Ludovico Pastor.
Los primeros enfrentamientos entre Estudiantes y Gimnasia, tanto oficiales como amistosos, se desarrollaban en el estadio del primero por poseer mejores condiciones de infraestructura y mayor aforo que el campo deportivo que utilizaba Gimnasia y Esgrima para sus partidos como local, ubicado en los terrenos del Ferrocarril Provincial de Buenos Aires, en calle 12 y avenida 72.[cita requerida] Cuando Gimnasia inauguró su actual estadio, en avenida Iraola y calle 118, en el Paseo del Bosque de La Plata, los clásicos empezaron a organizarse con Gimnasia en condición de local. El debut del clásico, allí, fue el domingo 3 de mayo de 1925 y terminó igualado 1-1.
La clásica rivalidad comenzó a cimentarse a partir de 1914, temporada en la cual muchos futbolistas referentes del por entonces Club Atlético Estudiantes -campeones de Primera División en 1913- decidieron dejar de representar deportivamente a este club por desavenencias con su dirigencia. Ante esto, para continuar con la práctica futbolística, se sumaron al plantel del Club Independencia de La Plata que, en 1915, se fusionó con el Club de Gimnasia y Esgrima y, bajo esta nueva denominación, alcanzaron el ascenso al círculo superior de la hoy AFA.
Pero el antagonismo entre estas entidades había comenzado a principios del siglo XX, cuando un grupo de socios y jóvenes futbolistas del Club de Gimnasia y Esgrima La Plata decidieron escindirse de esta institución para fundar un club que privilegiara la práctica deportiva del fútbol, ya que las autoridades de Gimnasia habían consensuado discontinuar esta sección deportiva, y sus actividades al aire libre, al tener que abandonar el predio deportivo que usufructuaban, localizado en avenida 1 y calle 47. De esta disidencia, nació el Club Atlético Estudiantes, el 4 de agosto de 1905, y en 1908 comenzó a participar ininterrumpidamente de los torneos oficiales del ente rector nacional.
Durante el conocido período «amateur» del fútbol argentino, pese a esa derrota inicial de 1916, Estudiantes se mantuvo invicto durante 15 años frente a su tradicional rival y fue derrotado en los 90 minutos reglamentarios, nuevamente, recién en 1931, ya que los triunfos obtenidos por Gimnasia en 1924, en la primera ronda de la Copa de Competencia, y en 1929, por el torneo de Primera División de esa temporada, le fueron otorgados por decisión del Comité Ejecutivo de la AFA ya que Estudiantes había licenciado a su equipo superior y desistió de participar de dichos compromisos, perdiendo los puntos en disputa.
Durante este lapso, con una interrupción de enfrentamientos de cinco años porque los clubes participaban en distintas categorías del círculo superior del fútbol asociacionista, se disputaron 12 partidos oficiales entre campeonatos de liga y copas, con 5 victorias de Estudiantes, 3 de Gimnasia y 4 igualdades. Cuatro de esos triunfos de Estudiantes fueron por goleada: 3-0, en 1917, 1927 y 1928; y 4-1 en  1930.
En estos años, además, se organizaron los primeros y únicos partidos amistosos entre ambos. Los dos se jugaron en 1917, en la cancha de Estudiantes, y, a raíz de lo sucedido en el segundo amistoso cuando el partido debió ser suspendido por el árbitro Calixto Gardi por los incidentes entre los jugadores y simpatizantes de ambos equipos, las dos entidades no volverían a organizar partidos de confraternidad hasta 1948.

### Era profesional (1931–2025)
Los dos clubes platenses integraron el grupo de dieciocho equipos que fundó la disidente Liga Argentina de Football a partir del inicio de la profesionalización del fútbol argentino en 1931. Esa década, la de 1930, fue la etapa más fructífera de Gimnasia en sus enfrentamientos con Estudiantes, con un total de 12 victorias entre los partidos oficiales de campeonatos y copas. La serie de 15 partidos, comprendida entre el 8 de diciembre de 1932 y el 2 de julio de 1939, tuvo 11 triunfos de Gimnasia, 2 de Estudiantes y 2 empates. A su vez, y por única vez en su historia, Gimnasia logró derrotar a su tradicional rival durante cinco partidos consecutivos, marca que obtuvo entre la Copa Beccar Varela 1932 y la segunda rueda del Campeonato de Primera División 1934.
Pero esta serie favorable de Gimnasia se vería interrumpida entre 1939 y 1941, cuando Estudiantes encadenó cinco triunfos consecutivos ante su rival de siempre, en una serie victoriosa que volvería a repetir entre 2006 y 2008. Desde la segunda rueda del Campeonato de Primera División 1939 y hasta el Campeonato de 1949, entre partidos oficiales organizados por el campeonato regular y la serie eliminatoria de la primera fase de la Copa de Competencia Británica de 1945, Estudiantes acumuló una racha a su favor, ante Gimnasia, de 11 victorias, 4 empates y solo una derrota.
En efecto, en el 38° clásico oficial de la estadística general, jugado el 8 de noviembre de 1942, en el Estadio Jorge Luis Hirschi, por el campeonato de Primera División de ese año, Estudiantes obtuvo la victoria por 1-0 con un gol de penal de Saúl Ongaro en los minutos finales y alcanzó a Gimnasia en el historial: 15 triunfos para cada equipo y 8 empates. Desde esa fecha, Estudiantes no volvió a quedar en desventaja en el historial general frente a su tradicional rival por lo que hace 82 años que encabeza el mismo, con una racha de 15 partidos oficiales de diferencia hasta 2024, con 66 triunfos propios y 51 de Gimnasia entre enfrentamientos de campeonatos y copas nacionales e internacionales.
En 1948, el clásico platense volvió a disputarse de manera amistosa, en una arraigada tradición en los enfrentamientos de este tipo que no sucedía entre Estudiantes y Gimnasia desde 1917. Y que tuvo su último amistoso en el verano de 2016, cuando se enfrentaron en Mar del Plata por la Copa Ciudad de La Plata. Aquel partido se jugó el 17 de agosto de 1948, en la cancha de Estudiantes, y fue ganado por el local por 7-2. Fue la primera vez en toda la historia de este encuentro -la segunda fue la goleada de Estudiantes por 7-0 en el Torneo Apertura 2006 correspondiente al campeonato de Primera División- que el clásico platense tuvo a un ganador con esa cantidad de goles convertidos.
Hasta el final de la década de 1950, sin embargo, el clásico platense mantenía cierta paridad en el historial general sumando los partidos oficiales de campeonatos regulares y copas de la AFA organizados desde la era amateur en 1916, con 26 victorias de Estudiantes, 23 de Gimnasia y 17 igualdades. Luego Estudiantes cimentaría una extensa serie positiva durante las dos décadas siguientes. Así, en 1976, logró la máxima diferencia de un equipo sobre otro en el historial oficial, de diez partidos, cuando lo venció por la 3ª fecha del Campeonato Nacional de ese año por 2-1, llegando a 43 triunfos a favor, 33 de Gimnasia y 33 empates.
Como consecuencia del descenso de categoría de Gimnasia en 1979, la realización del clásico se interrumpió durante seis temporadas, hasta el Campeonato 1985-86, tras el regreso de aquel a la Primera División. A partir de esta temporada y hasta el final del siglo XX, Gimnasia revertiría esta tendencia favorable de Estudiantes consiguiendo su mejor serie en la historia de estos encuentros, terminando a solo un partido en el historial general luego de vencer por 3-2 en el clásico del Torneo Apertura 2000: 46 victorias a favor y 47 de Estudiantes, con un total de 52 empates. Por caso, entre las décadas de 1980 y 1990, sobre 31 enfrentamientos oficiales disputados por campeonatos de liga y la serie inicial de la Copa Centenario de 1993, Gimnasia logró 11 victorias, Estudiantes 4 y hubo 16 igualdades.
Pero con el inicio del nuevo siglo, Estudiantes hilvanó la mejor racha en la historia de este enfrentamiento, además de imponerse por 7-0 en el clásico que disputaron por el Torneo Apertura 2006 y lograr la mayor goleada de este partido. De esta forma, desde 2001 se disputaron 44 partidos oficiales sumando los encuentros de campeonatos regulares de Primera División, copas nacionales e internacionales, y Estudiantes obtuvo el triunfo en 20 de ellos, con 19 igualdades y solo 5 victorias de Gimnasia, cosechando el 58,5 por ciento de los puntos en juego. En efecto, entre las temporadas 2005-06 y la 2025, sobre 35 partidos oficiales, Estudiantes ganó 19 clásicos y perdió solo 2, con 14 igualdades, logrando la serie con menos derrotas de un equipo sobre otro de toda la historia.

## Estadísticas

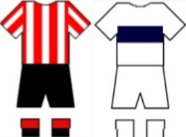
Camisetas representativas de Estudiantes y Gimnasia.

En total, entre el amateurismo y el profesionalismo, por campeonatos oficiales de Primera División, copas nacionales e internacionales, disputaron 189 encuentros, con 67 victorias de Estudiantes (272 goles), 51 de Gimnasia (223 goles) y 71 igualdades.
A su vez, desde que se enfrentaron por primera vez en la era profesional, por campeonatos oficiales de Primera División organizados por la Asociación del Fútbol Argentino, por la 4.ª fecha del campeonato de 1931, jugaron 166 partidos: Estudiantes ganó 60, con 244 goles; Gimnasia ganó 46, con 208 tantos; y empataron 60 veces. Siendo local Estudiantes se enfrentaron en 81 oportunidades: Estudiantes ganó 37 partidos, empató 27 y perdió 17, con 133 goles a favor y 91 en contra. En tanto que, siendo local Gimnasia, se disputaron 80 encuentros: Gimnasia obtuvo 28 victorias, 31 empates y 21 derrotas, con 109 tantos a favor y 100 en contra. También hubo cinco cotejos de carácter neutral, cuatro de ellos en los estadios de ambos clubes. El restante se desarrolló el 23 de diciembre de 1972, en el estadio de Quilmes, por el Reclasificatorio del Campeonato Metropolitano de ese año. El partido, que fue suspendido por lluvia y se reanudó el 27 de diciembre, terminó 2-2.
El resultado de mayor diferencia entre ambos, en tanto, se produjo el 15 de octubre de 2006, cuando Estudiantes goleó a Gimnasia por 7-0, por la 11.ª fecha del Torneo Apertura.
Asimismo, a partir del Torneo Clausura 2006, y luego de que el Municipio local clausurara las canchas de Estudiantes y Gimnasia, los clásicos comenzaron a disputarse en el Estadio Ciudad de La Plata, escenario donde Estudiantes mantiene un invicto de 15 partidos ante Gimnasia, con 10 victorias y 5 empates. El primer cotejo allí, donde fue local Gimnasia, se jugó el 12 de febrero de 2006 y finalizó 1-1.

### Historial general
| Torneo                         | PJ  | GG | E  | GE | GolG | GolE |
| ------------------------------ | --- | -- | -- | -- | ---- | ---- |
| Primera División (Amateur)     | 10  | 2  | 3  | 5  | 5    | 18   |
| Primera División (Profesional) | 166 | 46 | 60 | 60 | 208  | 244  |
| Total Primera División         | 176 | 48 | 63 | 65 | 213  | 262  |
| Copa de Competencia (Amateur)  | 2   | 1  | 1  | 0  | 2    | 2    |
| Copa Beccar Varela             | 1   | 1  | 0  | 0  | 2    | 1    |
| Copa de Competencia Británica  | 2   | 0  | 1  | 1  | 4    | 5    |
| Copa Centenario                | 2   | 1  | 1  | 0  | 1    | 0    |
| Copa de la Liga Profesional    | 4   | 0  | 4  | 0  | 1    | 1    |
| Total Copas AFA                | 11  | 3  | 7  | 1  | 10   | 9    |
| Total Nacionales               | 187 | 51 | 70 | 66 | 223  | 271  |
| Copa Sudamericana              | 2   | 0  | 1  | 1  | 0    | 1    |
| Total Internacionales          | 2   | 0  | 1  | 1  | 0    | 1    |
| Total Oficiales                | 189 | 51 | 71 | 67 | 223  | 272  |

| PJ: Partidos jugados.       |
| GG: Ganador Gimnasia.       |
| E: Empate.                  |
| GE: Ganador Estudiantes.    |
| GolG: Goles de Gimnasia.    |
| GolE: Goles de Estudiantes. |

### Historial por décadas en campeonatos de Primera División
| Década    | PJ  | GG | E  | GE | GolG | GolE |
| --------- | --- | -- | -- | -- | ---- | ---- |
| 1911-1920 | 3   | 1  | 1  | 1  | 1    | 3    |
| 1921-1930 | 7   | 1  | 2  | 4  | 4    | 15   |
| 1931-1940 | 21  | 11 | 3  | 7  | 34   | 35   |
| 1941-1950 | 14  | 2  | 5  | 7  | 17   | 28   |
| 1951-1960 | 16  | 6  | 4  | 6  | 26   | 23   |
| 1961-1970 | 21  | 5  | 8  | 8  | 28   | 33   |
| 1971-1980 | 27  | 7  | 11 | 9  | 35   | 39   |
| 1981-1990 | 11  | 3  | 7  | 1  | 10   | 7    |
| 1991-2000 | 18  | 7  | 8  | 3  | 21   | 16   |
| 2001-2010 | 20  | 4  | 5  | 11 | 25   | 37   |
| 2011-2020 | 13  | 0  | 6  | 7  | 3    | 15   |
| 2021-2030 | 5   | 1  | 3  | 1  | 9    | 11   |
| Total     | 176 | 48 | 63 | 65 | 213  | 262  |

| PJ: Partidos jugados.       |
| GG: Ganador Gimnasia.       |
| E: Empate.                  |
| GE: Ganador Estudiantes.    |
| GolG: Goles de Gimnasia.    |
| GolE: Goles de Estudiantes. |

### Goleadas
Estudiantes de La Plata registra a su favor las máximas goleadas a lo largo de la historia del clásico platense. Hasta el 7-0 logrado el 15 de octubre de 2006, se había impuesto tres veces por 6-1 (en los campeonatos de Primera División de 1932 y 1948 y en el Metropolitano 1968, este último en condición de visitante) y una por 5-1, en el Nacional de 1971. Gimnasia, en tanto, obtuvo su máxima ventaja cuando venció por 5-2 en la temporada 1963.
A continuación, se detallan las goleadas de ambos equipos en partidos oficiales del fútbol argentino, de las eras amateur y profesional, en las que el vencedor logró sacar al menos tres goles de diferencia:
| Fecha                    | Lugar    | Partido     | Partido                     | Partido | Partido                     | Partido     |
| ------------------------ | -------- | ----------- | --------------------------- | ------- | --------------------------- | ----------- |
| 15 de octubre de 2006    | La Plata | Estudiantes | Estudiantes de La Plata     | 7:0     | Gimnasia y Esgrima La Plata | Gimnasia    |
| 7 de julio de 1968       | La Plata | Gimnasia    | Gimnasia y Esgrima La Plata | 1:6     | Estudiantes de La Plata     | Estudiantes |
| 5 de septiembre de 1948  | La Plata | Estudiantes | Estudiantes de La Plata     | 6:1     | Gimnasia y Esgrima La Plata | Gimnasia    |
| 13 de marzo de 1932      | La Plata | Estudiantes | Estudiantes de La Plata     | 6:1     | Gimnasia y Esgrima La Plata | Gimnasia    |
| 27 de noviembre de 1971  | La Plata | Estudiantes | Estudiantes de La Plata     | 5:1     | Gimnasia y Esgrima La Plata | Gimnasia    |
| 25 de agosto de 1963     | La Plata | Gimnasia    | Gimnasia y Esgrima La Plata | 5:2     | Estudiantes de La Plata     | Estudiantes |
| 28 de julio de 2024      | La Plata | Estudiantes | Estudiantes de La Plata     | 4:1     | Gimnasia y Esgrima La Plata | Gimnasia    |
| 12 de junio de 2005      | La Plata | Gimnasia    | Gimnasia y Esgrima La Plata | 4:1     | Estudiantes de La Plata     | Estudiantes |
| 10 de diciembre de 1972  | La Plata | Estudiantes | Estudiantes de La Plata     | 1:4     | Gimnasia y Esgrima La Plata | Gimnasia    |
| 25 de noviembre de 1970  | La Plata | Gimnasia    | Gimnasia y Esgrima La Plata | 4:1     | Estudiantes de La Plata     | Estudiantes |
| 27 de septiembre de 1970 | La Plata | Estudiantes | Estudiantes de La Plata     | 4:1     | Gimnasia y Esgrima La Plata | Gimnasia    |
| 17 de noviembre de 1940  | La Plata | Estudiantes | Estudiantes de La Plata     | 4:1     | Gimnasia y Esgrima La Plata | Gimnasia    |
| 14 de septiembre de 1930 | La Plata | Estudiantes | Estudiantes de La Plata     | 4:1     | Gimnasia y Esgrima La Plata | Gimnasia    |
| 13 de marzo de 2016      | La Plata | Estudiantes | Estudiantes de La Plata     | 3:0     | Gimnasia y Esgrima La Plata | Gimnasia    |
| 29 de agosto de 2009     | La Plata | Estudiantes | Estudiantes de La Plata     | 3:0     | Gimnasia y Esgrima La Plata | Gimnasia    |
| 18 de marzo de 1998      | La Plata | Gimnasia    | Gimnasia y Esgrima La Plata | 3:0     | Estudiantes de La Plata     | Estudiantes |
| 17 de diciembre de 1995  | La Plata | Gimnasia    | Gimnasia y Esgrima La Plata | 0:3     | Estudiantes de La Plata     | Estudiantes |
| 5 de agosto de 1967      | La Plata | Estudiantes | Estudiantes de La Plata     | 3:0     | Gimnasia y Esgrima La Plata | Gimnasia    |
| 29 de julio de 1928      | La Plata | Gimnasia    | Gimnasia y Esgrima La Plata | 0:3     | Estudiantes de La Plata     | Estudiantes |
| 18 de diciembre de 1927  | La Plata | Gimnasia    | Gimnasia y Esgrima La Plata | 0:3     | Estudiantes de La Plata     | Estudiantes |
| 1 de julio de 1917       | La Plata | Estudiantes | Estudiantes de La Plata     | 3:0     | Gimnasia y Esgrima La Plata | Gimnasia    |

1. ↑  No se considera el gol convertido por Eduardo Sande en el partido de la primera rueda del Campeonato de Primera División 1934, debido a que Estudiantes perdió los puntos en disputa tras retirarse del encuentro, en protesta por los fallos del árbitro, cuando vencía por 1-0.
2. ↑  Se determina como goleada a los partidos de fútbol en los que el equipo ganador logra una diferencia de al menos tres goles.
3. ↑  El partido se disputó en el Estadio Jorge Luis Hirschi, aunque oficialmente tuvo carácter neutral por ser un enfrentamiento correspondiente al interzonal del Campeonato Nacional.

## Jugadores que se desempeñaron en ambos clubes en la era profesional

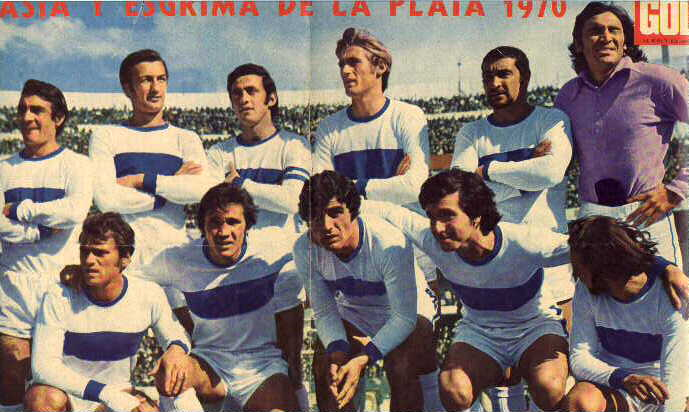
Una formación de Gimnasia en 1970.

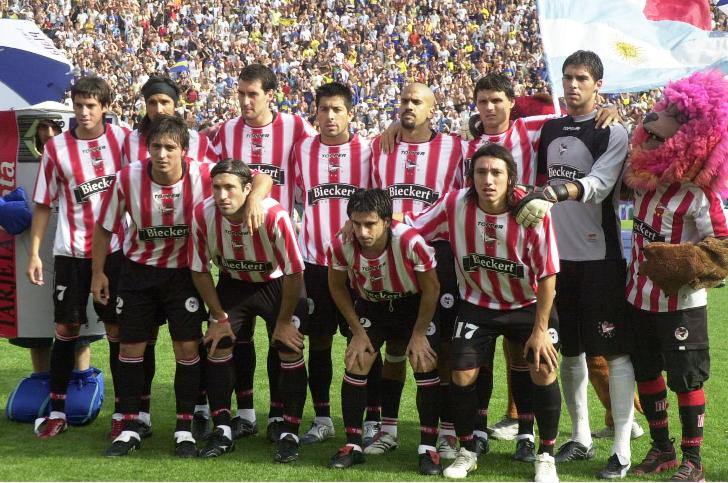
Una formación de Estudiantes en 2006.

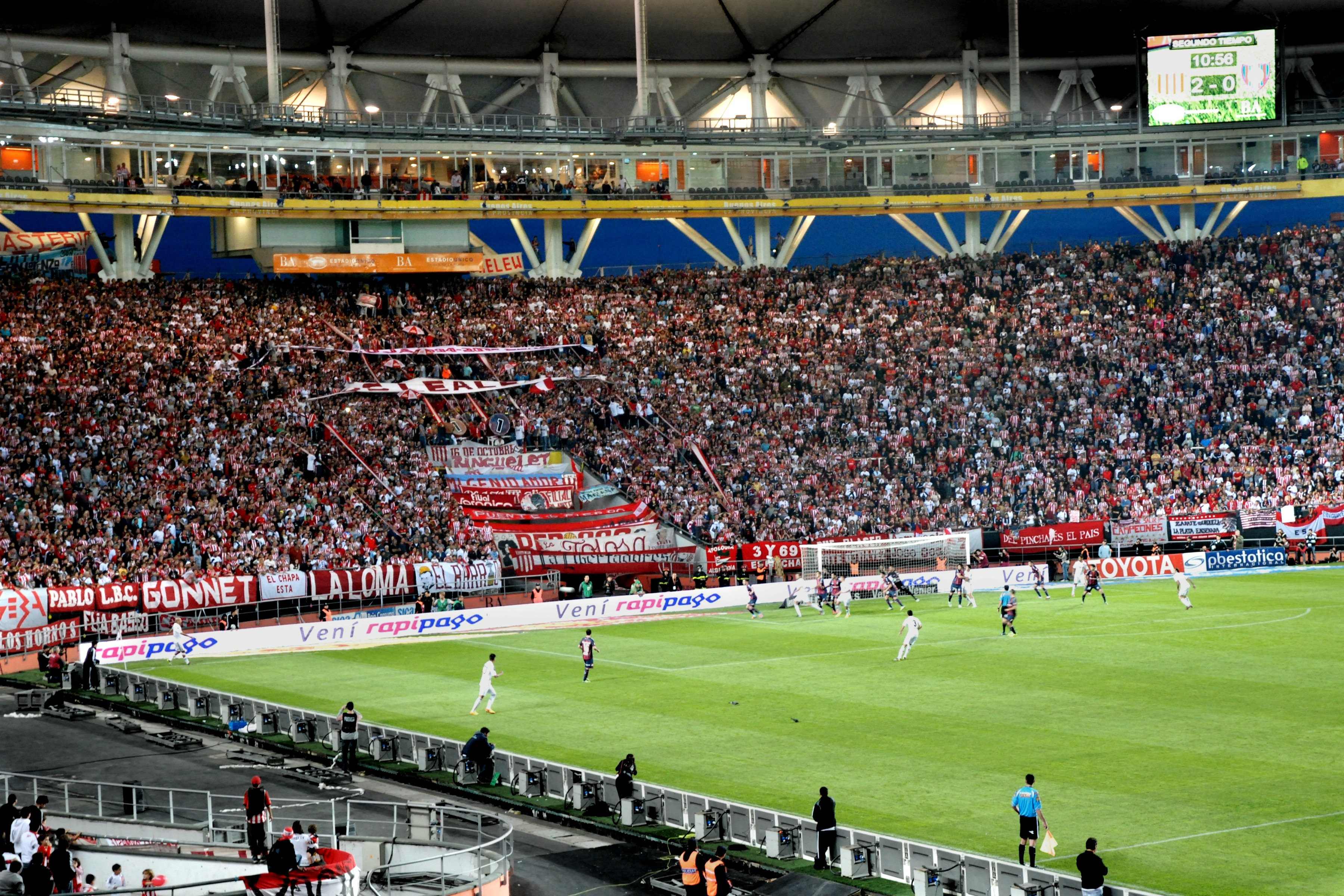
Hinchada de Estudiantes.

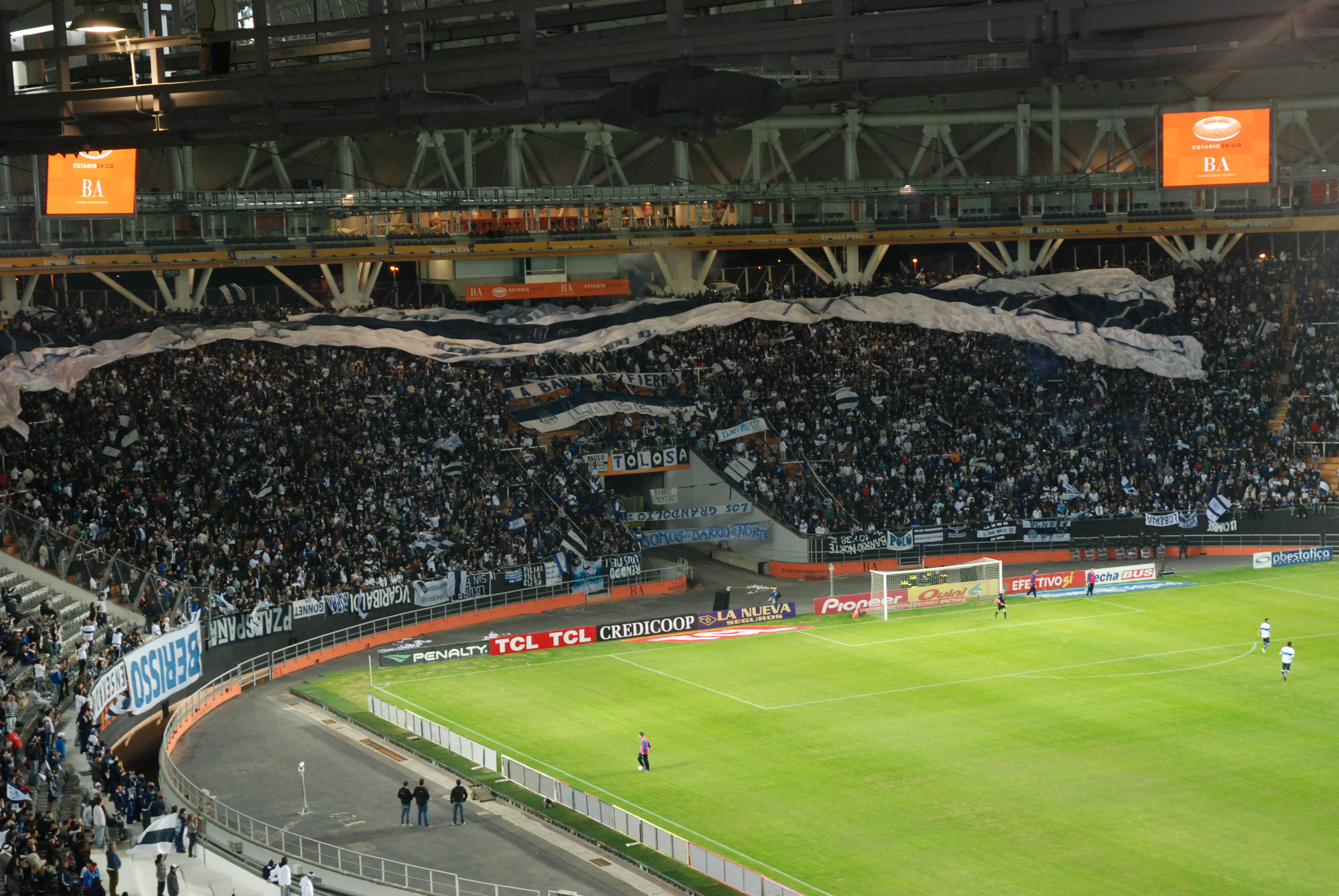
Hinchada de Gimnasia.

- Héctor Antonio[16]
- Miguel Ángel Baiocco
- Carlos Bertero
- Hector Blotto
- Rubén Brescia
- Hector Cerioni
- Juan Carlos Croci
- Juan Carlos Delménico
- Eduardo Monono Domínguez
- Sebastián Dubarbier
- Juan Eguiguren
- Julio Gagliardo
- Antonio García Ameijenda
- Néstor Armando Gómez
- Gerardo Manuel González
- Ricardo Infante
- Francisco Juariste
- Luis Malvárez
- Ismael Morgada
- Kelmer Muro
- Juan Silverio Oroz
- Hugo Pedraza
- Daniel Guadalupe Pighín
- Horacio Reymundo
- Juan Pablo Rodríguez
- Omar Rubio
- Francisco Ruiz
- Daniel Sabio
- Roberto José Santiago
- Gastón Sessa
- Miguel Simieli
- Ángel Solía
- Juan Alberto Taverna
- Héctor Vargas
- Enrique Vidallé
- Humberto Zuccarelli

## Comparativa entre clubes

### Datos generales de la era profesional (1931-2024)
| Asunto                                                               | Estudiantes                                                                   | Gimnasia                            |
| -------------------------------------------------------------------- | ----------------------------------------------------------------------------- | ----------------------------------- |
| Nombre del club en su fundación                                      | Club Atlético Estudiantes                                                     | Club de Gimnasia y Esgrima          |
| Año de fundación del club                                            | 1905                                                                          | 1887                                |
| N.º de socios                                                        | 55.529                                                                        | 36.722                              |
| Capacidad del estadio                                                | 32.530 espectadores                                                           | 30.973 espectadores                 |
| N.º de temporadas en Primera División                                | 94                                                                            | 85                                  |
| N.º de temporadas en Segunda División                                | 2                                                                             | 11                                  |
| N.º de veces que finalizó en el 1º puesto en Primera División        | 5                                                                             | 0                                   |
| N.º de veces que finalizó en el 2º puesto en Primera División        | 4                                                                             | 5                                   |
| N.º de veces que finalizó en el 3º puesto en Primera División        | 10                                                                            | 3                                   |
| Peor puesto en Primera División                                      | 20º (Apertura 1993)                                                           | 19º (Apertura 2010)                 |
| Descensos de categoría a Segunda División                            | 2                                                                             | 5                                   |
| Ubicación en la tabla histórica de Primera División                  | 7º                                                                            | 10º                                 |
| Mejor serie invicta en partidos de Primera División                  | 27                                                                            | 16                                  |
| Mayor cantidad de victorias consecutivas en Primera División         | 10 (Metropolitano-Nacional 1967 y Apertura 2006)                              | 9 (Campeonato de 1962)              |
| Máximos goleadores en campeonatos de Primera División                | 9                                                                             | 2                                   |
| Mayor goleada a favor en Primera División                            | 9-1 (a Lanús, en 1935)                                                        | 8-1 (a Racing Club, en 1961)        |
| Mayor goleada en contra en Primera División                          | 1-8 (frente a River Plate, Independiente y San Lorenzo, en 1938, 1940 y 1960) | 0-8 (frente a Huracán, en 1968)     |
| Participaciones en torneos internacionales                           | 41                                                                            | 9                                   |
| Mejor ubicación en torneos internacionales                           | Campeón                                                                       | Semifinalista                       |
| Peor ubicación en torneos internacionales                            | Primera Ronda                                                                 | Primera Ronda                       |
| Mejor serie invicta en partidos internacionales                      | 12                                                                            | 6                                   |
| Máxima cantidad de victorias consecutivas en torneos internacionales | 5                                                                             | 2                                   |
| Máximos goleadores en torneos internacionales                        | 2                                                                             | 0                                   |
| Mayor goleada a favor en torneos internacionales                     | 5-1 (a Juan Aurich y a Guaraní, en 2010 y 2011)                               | 5-1 (a Alianza Lima, en 2003)       |
| Mayor goleada en contra en torneos internacionales                   | 0-5 (frente a Cruzeiro, en 2011)                                              | 0-4 (frente a Sud América, en 1995) |

Datos actualizados: Campeonato de Primera División 2025.
1. ↑  Alberto Zozaya (1931 y 1936), Ignacio Peña (1973), Alfredo Letanú (1977), Sergio Fortunato (1979), José Luis Calderón (1995), Ernesto Farías (2003), Mariano Pavone (2005) y Mauro Boselli (2010).
2. ↑  Roberto Sosa (1998) y Gonzalo Vargas (2006).
3. ↑  José Luis Calderón y Mariano Pavone (Copa Libertadores 2006); Mauro Boselli (Copa Libertadores 2009).

### Palmarés
| Torneo                                       | Estudiantes | Gimnasia |
| -------------------------------------------- | ----------- | -------- |
| Campeonato de Primera División (Profesional) | 5           | 0        |
| Campeonato de Primera División (Amateur)     | 1           | 1        |
| Copa Adrián C. Escobar (AFA)                 | 1           | 0        |
| Copa de la República (AFA)                   | 1           | 0        |
| Copa Centenario (AFA)                        | 0           | 1        |
| Copa Argentina (AFA)                         | 1           | 0        |
| Copa de la Liga (AFA)                        | 1           | 0        |
| Trofeo de Campeones (AFA)                    | 1           | 0        |
| Copa Intercontinental (CONMEBOL-UEFA)        | 1           | 0        |
| Copa Libertadores de América (CONMEBOL)      | 4           | 0        |
| Copa Interamericana (CONMEBOL-CONCACAF)      | 1           | 0        |
| Total Títulos (Era Profesional)              | 16          | 1        |
| Total Títulos (Era Amateur)                  | 1           | 1        |
| Total Títulos (Ambas Eras)                   | 17          | 2        |

Datos actualizados: Campeonato de Primera División 2024.

## Destacados

### Estudiantes de La Plata

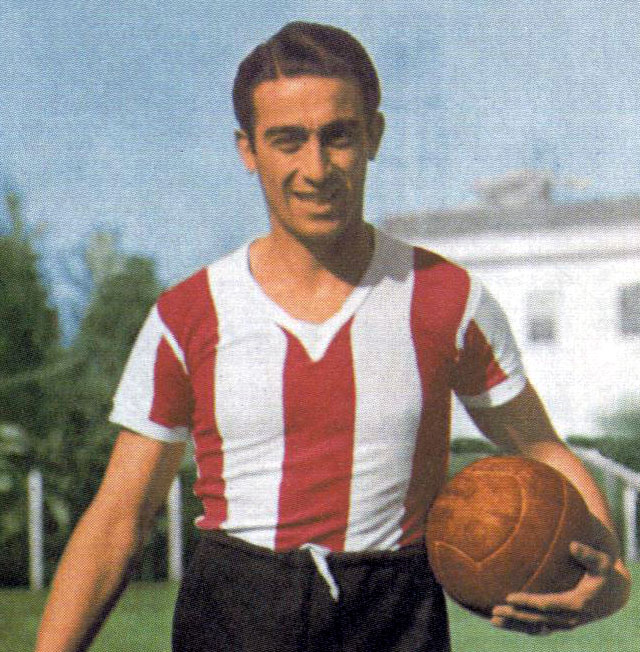
Manuel Pelegrina, máximo goleador del clásico platense.

- El 1 de julio de 1917, Estudiantes ganó su primer clásico en la era amateur, al imponerse como local por 3-0.
- El 14 de septiembre de 1930, Estudiantes ganó el último clásico de la era amateur, al imponerse como local por 4-1.
- El 13 de marzo de 1932, Estudiantes ganó su primer clásico en la era profesional, al golear como local a Gimnasia por 6-1, repitiendo dicho resultado el 5 de septiembre de 1948.
- La mejor serie a favor de Estudiantes, en períodos entre décadas y por campeonatos oficiales de Primera División, se produjo entre el 28 de agosto de 2005 y el 5 de junio de 2022, al acumular una racha de 15 triunfos, 10 empates y solo una derrota.[n 6]
- El 17 de noviembre de 1940, Estudiantes volvió a derrotar a Gimnasia por 4-1, en la segunda rueda del campeonato de esa temporada; el mismo score logró el 27 de septiembre de 1970, por el Campeonato Nacional, y el 28 de julio de 2024, durante la Liga Profesional 2024. Las tres victorias fueron en condición de local.
- A partir del triunfo conseguido en la última fecha de la primera rueda del Campeonato de 1945, por 4-2 y en condición de visitante, Estudiantes no volvió a quedar en desventaja en el historial de la era profesional entre ambos equipos, por lo que hace 79 años que mantiene esta serie favorable, sobre su clásico rival, en enfrentamientos por campeonatos oficiales de Primera División.
- El 7 de junio de 1968, Estudiantes goleó como visitante a Gimnasia por 6-1, su mejor resultado en esa condición hasta la actualidad.
- El 15 de octubre de 2006, Estudiantes goleó de local por 7-0, su mejor resultado hasta hoy frente a Gimnasia y la máxima diferencia en el historial entre ambos.

### Gimnasia y Esgrima La Plata

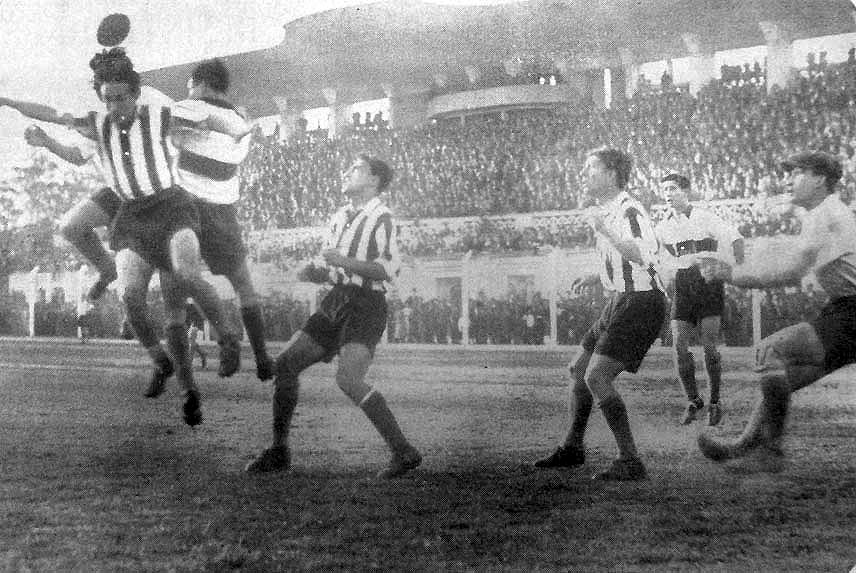
Isidoro Orleans convierte en el clásico de 1937 jugado en el estadio Juan Carmelo Zerillo.

- El 27 de agosto de 1916, Gimnasia ganó el primer clásico en disputarse, en la era amateur, al imponerse como visitante por 1-0.
- El 18 de octubre de 1931, Gimnasia ganó su primer clásico en la era profesional, al vencer como visitante a Estudiantes por 3-2.
- Entre el 12 de marzo de 1933 y el 9 de septiembre de 1934, Gimnasia ganó 4 clásicos de forma consecutiva, su mejor marca hasta la actualidad en partidos oficiales por campeonatos de Primera División.[n 7]
- Gimnasia encabezó el historial de la era profesional entre el 16 de julio de 1933 y el 12 de agosto de 1945, cuando Estudiantes lo igualó tras 12 temporadas consecutivas, en lo que es su mayor serie a lo largo de la historia. En ésta alcanzó, además, su diferencia a favor más amplia, de 7 partidos de ventaja en campeonatos oficiales de Primera División durante el profesionalismo (Gimnasia, 11; Estudiantes, 4), el 2 de julio de 1939.[n 8]
- El 25 de agosto de 1963, Gimnasia goleó de local por 5-2, su mejor resultado hasta hoy frente a Estudiantes.
- El 11 de noviembre de 1970, Gimnasia se impuso por 4-1, por el Campeonato Nacional; repitió el resultado el 10 de diciembre de 1972, también por el Nacional; y el 12 de junio de 2005, por el Torneo Clausura de ese año. Dos de esas victorias fueron en condición de local; la tercera, la de 1972, en la cancha de Estudiantes, aunque el encuentro tuvo oficialmente carácter neutral.
- Entre el 23 de febrero de 1986 y el 30 de junio de 1991, Gimnasia se mantuvo invicto en los clásicos durante 10 partidos (3 triunfos y 7 empates), su mejor marca sobre Estudiantes en partidos oficiales por campeonatos de Primera División.[9]
- La mejor serie a favor de Gimnasia, en períodos entre décadas y por campeonatos oficiales de Primera División, se produjo entre el 23 de febrero de 1986 y el 22 de mayo de 1994, al sumar 7 triunfos, 9 empates y sólo una derrota.[n 9]
- El 20 de abril de 2003, Gimnasia derrotó como visitante a Estudiantes por 4-2, su mejor resultado en esa condición hasta la actualidad.[n 10]

### Récords y curiosidades

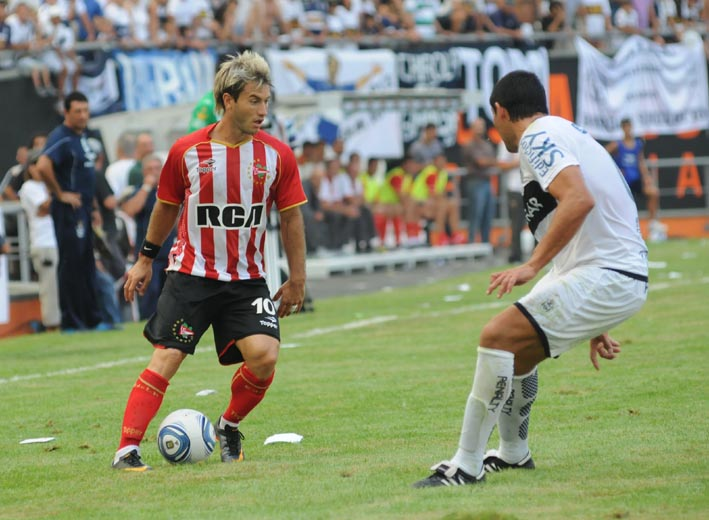
Estudiantes y Gimnasia, en el clásico de 2011 desarrollado en el Estadio Ciudad de La Plata.

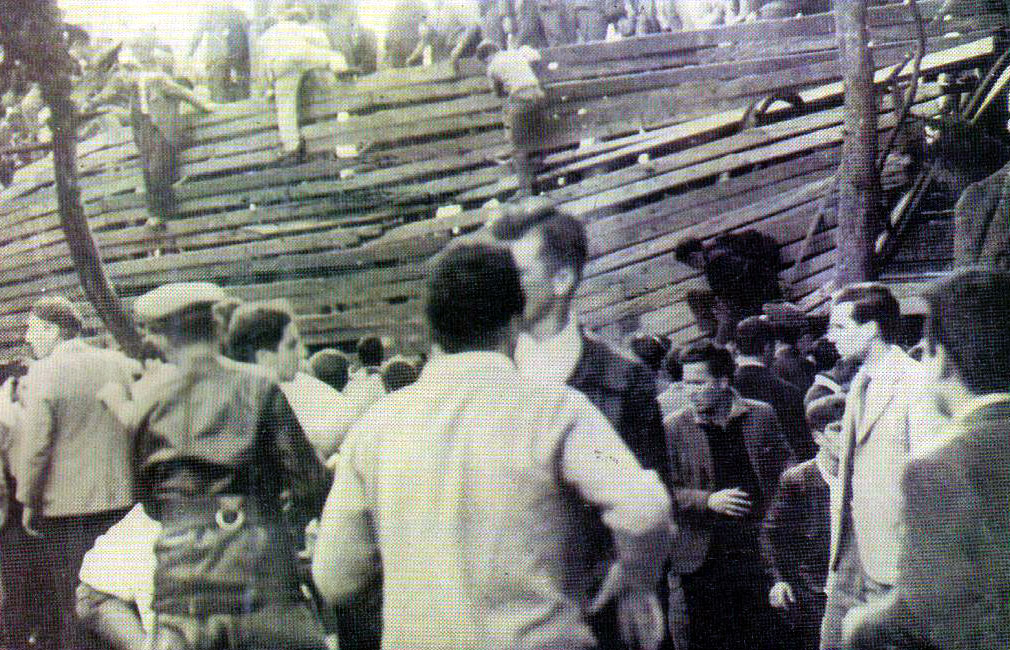
La tragedia del clásico de 1959 jugado en el estadio Juan Carmelo Zerillo.

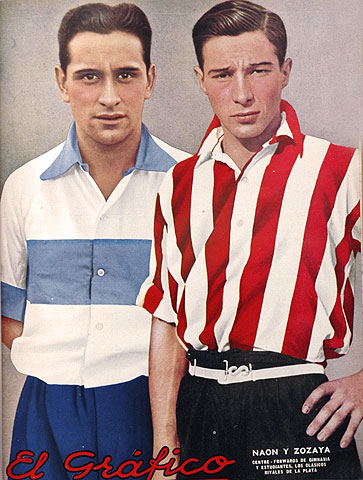
El clásico platense en la portada de la revista El Gráfico, 1934.

- Raúl Echeverría, delantero de Estudiantes, se retiró de la práctica deportiva tras marcarle tres goles a Gimnasia en un partido disputado el 22 de agosto de 1926. Al considerar que esa actuación colmó sus aspiraciones como deportista, y con solo 26 años, no volvió a jugar oficialmente al fútbol.[17]
- El primer enfrentamiento entre Estudiantes y Gimnasia en la era profesional fue el 14 de junio de 1931. El partido terminó igualado 1-1 y se disputó en la cancha de Gimnasia.
- Estudiantes y Gimnasia solo se habían enfrentado, hasta 2014, por campeonatos oficiales de Primera División y copas nacionales, año en el que por primera vez se cruzaron en un torneo internacional, durante la segunda fase de la Copa Sudamericana, cuando Estudiantes eliminó a Gimnasia tras empatar el partido de ida y vencerlo, 1-0, en la revancha.[18][19]
- En el clásico que abrió las revanchas del Campeonato de 1933, Gimnasia presentó un equipo conformado, mayoritariamente, con futbolistas suplentes, debido a una huelga del plantel profesional por incumplimiento dirigencial en el pago de premios. Pese a esto, el equipo derrotó a Estudiantes por 1-0 y mantuvo el liderazgo del torneo.
- Entre el 26 de noviembre de 1939 y el 14 de septiembre de 1941, Estudiantes ganó 5 clásicos de manera consecutiva, la mejor marca del historial en partidos oficiales de campeonatos de Primera División, serie que igualó entre el 15 de octubre de 2006 y el 28 de septiembre de 2008, cuando repitió la racha de triunfos consecutivos ante su clásico rival.[20]
- Manuel Pelegrina, futbolista de Estudiantes entre 1938 y 1956, es el máximo goleador de la historia del clásico en campeonatos oficiales de Primera División, con 11 goles. Lo curioso es que nueve de esas conquistas las consiguió jugando en condición de visitante; y solo dos en la cancha de Estudiantes.[n 11]
- El 2 de diciembre de 1945, por la última jornada del campeonato oficial, Estudiantes venció a Gimnasia, como local, 3-1, y determinó el descenso de su rival a Primera B, que debía al menos igualar para no finalizar en la última posición del campeonato y forzar un desempate con Chacarita Juniors o Ferro Carril Oeste.[21][22] El partido se disputó en el estadio de Lanús debido a que Estudiantes tenía su cancha suspendida.
- El clásico disputado el 28 de mayo de 1959 en el estadio de Gimnasia, por la primera rueda del torneo de ese año, debió ser suspendido tras el derrumbe de la tribuna de Estudiantes, que provocó numerosos heridos. La estructura de hierro que sostenía los tablones cedió durante el festejo de la parcialidad visitante de un gol convertido por Héctor Antonio. El partido se reanudó días después en la cancha de Quilmes con un triunfo de Estudiantes por 2-1.[23][24]
- La mayor diferencia en el historial del clásico platense en campeonatos oficiales de Primera División de la era profesional, de 14 partidos de ventaja de un equipo sobre otro, se produjo el 2 de noviembre de 2019 y le pertenece a Estudiantes, cuando venció a Gimnasia, como visitante, por 1-0. (Estudiantes, 59; Gimnasia, 45)[6][n 12]
- Estudiantes y Gimnasia no se enfrentaron durante siete años consecutivos, entre agosto de 1978 y septiembre de 1985: en 1979, por la diagramación de los campeonatos de AFA; y entre 1980 y 1984, porque Gimnasia jugaba en Segunda División.
- El 5 de abril de 1992, ante el festejo de la parcialidad tripera en un gol anotado por el uruguayo José Perdomo, el sismógrafo de la ciudad de La Plata registró las vibraciones producidas por el festejo, conociéndose popularmente esa anotación como «El gol del terremoto».
- El clásico del 18 de agosto de 1996, por la última fecha del Torneo Clausura de ese año, marcó un hecho inédito en la historia de estos enfrentamientos: Gimnasia podía lograr su primer título de Primera División (profesional) jugando en el estadio de su histórico rival. Para ello debía vencerlo y esperar que Vélez Sarsfield, que jugaba simultáneamente, no derrotara a Independiente. Sin embargo, los dos partidos terminaron igualados y Estudiantes evitó la consagración tripera.
- La década de 2010 es el período de mayor diferencia de un equipo sobre otro en el historial: entre 2011 y 2020, Estudiantes ganó 8 partidos oficiales, considerando torneos de liga y copas internacionales, obteniendo el 68,88 % de los puntos disputados entre ambos; Gimnasia, ninguno; y empataron en 7 oportunidades.
- El 15 de octubre de 2006, Estudiantes goleó como local por 7-0 a Gimnasia, consiguiendo el que es, hasta hoy, el resultado de mayor diferencia en la historia del clásico platense.
- El 29 de agosto de 2009, y por primera vez en la historia, se disputó un clásico sin la presencia del público visitante; en este caso, sin la parcialidad de Gimnasia. Fue por la 2.ª fecha del Torneo Apertura de ese año, cuando Estudiantes goleó por 3-0 y festejó la conquista de su cuarta Copa Libertadores.[25] Por una disposición dirigencial, lo mismo ocurrió en la revancha del Torneo Clausura 2010, disputada tras cinco años en el Estadio Juan Carmelo Zerillo con triunfo de Gimnasia, 3-1, cuando se invirtió la localía y no pudieron asistir simpatizantes de Estudiantes.[26] Desde esa temporada, ninguno de los partidos oficiales entre ambos clubes se ha vuelto a disputar con público de ambas parcialidades.
- Desde el 29 de septiembre de 2010, y hasta el 19 de marzo de 2023, Estudiantes se mantuvo invicto en los clásicos durante 20 partidos (9 triunfos y 11 empates), la mejor serie del historial en partidos oficiales considerando campeonatos de Primera División y copas nacionales e internacionales. La racha es la más extensa, junto a la de Racing Club frente a Independiente, entre los clásicos más convocantes del fútbol argentino.[6][27][28][29]
- El 5 de marzo de 2011, por la 4.ª fecha del Torneo Clausura, Estudiantes venció como visitante a Gimnasia por 2-0, en el Estadio Ciudad de La Plata, con la particularidad de haberlo logrado sin la presencia de su público, ya que el partido se disputó únicamente con simpatizantes del equipo local. La misma situación se produjo el 16 de marzo de 2014, por la 8.ª fecha del Torneo Final; el 1 de marzo de 2015, por la 3.ª fecha del Campeonato de Primera División; y el 2 de noviembre de 2019, por la 12.ª fecha de la Superliga 2019/20, cuando Estudiantes lo venció por 1-0, 3-1 y 1-0, respectivamente, pero en el estadio de Gimnasia.
- Estudiantes posee la mejor serie invicta en condición de local por campeonatos oficiales de Primera División, de 16 encuentros: acumula 21 años sin caer en esa condición, con 11 triunfos y 5 empates.[30][n 13] Su última derrota se produjo el 20 de abril de 2003, por 4-2.
- El 5 de diciembre de 2021, por la 24.ª fecha del Campeonato de Primera División, Gimnasia y Estudiantes empataron 4-4 en el Estadio Juan Carmelo Zerillo, constituyendo éste el partido oficial con más goles anotados en la historia del clásico platense.[31]
- El 19 de marzo de 2023, por la 8.ª fecha del Campeonato de Primera División, Gimnasia derrotó como local a Estudiantes por 2-1 y cortó una racha negativa de 13 años y 20 partidos oficiales sin poder vencer a su clásico rival, la cual es la serie más extensa de encuentros sin derrotas de un equipo sobre otro en el historial general.[32]

## Historial de partidos oficiales

### Campeonatos de Primera División
| N.º | Fecha                    | Torneo                            | Ronda            | Estadio            | Local       | Resultado | Visitante   | Goles (L) | Goles (V) |
| --- | ------------------------ | --------------------------------- | ---------------- | ------------------ | ----------- | --------- | ----------- | --------- | --------- |
| 001 | 27 de agosto de 1916     | Campeonato 1916                   | 19               | Estudiantes        | Estudiantes | 0–1       | Gimnasia    |           |           |
| 002 | 1 de julio de 1917       | Campeonato 1917                   | 14               | Estudiantes        | Estudiantes | 3–0       | Gimnasia    |           |           |
| 003 | 11 de agosto de 1918     | Campeonato 1918                   | 16               | Estudiantes        | Estudiantes | 0–0       | Gimnasia    |           |           |
| 004 | 15 de junio de 1924      | Campeonato 1924                   | 11               | Estudiantes        | Estudiantes | 0-0       | Gimnasia    |           |           |
| 005 | 3 de mayo de 1925        | Campeonato 1925                   | 5                | Gimnasia           | Gimnasia    | 1-1       | Estudiantes |           |           |
| 006 | 22 de agosto de 1926     | Campeonato 1926                   | 19               | Gimnasia           | Gimnasia    | 0–3       | Estudiantes |           |           |
| 007 | 18 de diciembre de 1927  | Campeonato 1927                   | 28               | Gimnasia           | Gimnasia    | 0–3       | Estudiantes |           |           |
| 008 | 29 de julio de 1928      | Campeonato 1928                   | 10               | Estudiantes        | Estudiantes | 3–0       | Gimnasia    |           |           |
| 009 | 22 de septiembre de 1929 | Campeonato 1929                   | 7                | Gimnasia           | Gimnasia    | PG–PP     | Estudiantes |           |           |
| 010 | 14 de septiembre de 1930 | Campeonato 1930                   | 16               | Estudiantes        | Estudiantes | 4–1       | Gimnasia    |           |           |
| 011 | 14 de junio de 1931      | Campeonato 1931                   | 4                | Gimnasia           | Gimnasia    | 1–1       | Estudiantes |           |           |
| 012 | 18 de octubre de 1931    | Campeonato 1931                   | 21               | Estudiantes        | Estudiantes | 2–3       | Gimnasia    |           |           |
| 013 | 13 de marzo de 1932      | Campeonato 1932                   | 1                | Estudiantes        | Estudiantes | 6–1       | Gimnasia    |           |           |
| 014 | 24 de julio de 1932      | Campeonato 1932                   | 18               | Gimnasia           | Gimnasia    | 2–3       | Estudiantes |           |           |
| 015 | 12 de marzo de 1933      | Campeonato 1933                   | 1                | Estudiantes        | Estudiantes | 0–2       | Gimnasia    |           |           |
| 016 | 16 de julio de 1933      | Campeonato 1933                   | 18               | Gimnasia           | Gimnasia    | 1–0       | Estudiantes |           |           |
| 017 | 10 de junio de 1934      | Campeonato 1934                   | 11               | Gimnasia           | Gimnasia    | PG–PP     | Estudiantes |           |           |
| 018 | 9 de septiembre de 1934  | Campeonato 1934                   | 24               | Estudiantes        | Estudiantes | 2–3       | Gimnasia    |           |           |
| 019 | 4 de noviembre de 1934   | Campeonato 1934                   | 32               | Estudiantes        | Estudiantes | 1–1       | Gimnasia    |           |           |
| 020 | 21 de julio de 1935      | Campeonato 1935                   | 16               | Estudiantes        | Estudiantes | 2–1       | Gimnasia    |           |           |
| 021 | 29 de diciembre de 1935  | Campeonato 1935                   | 33               | Gimnasia           | Gimnasia    | 2–1       | Estudiantes |           |           |
| 022 | 19 de julio de 1936      | Campeonato 1936 (Copa de Honor)   | 16               | Estudiantes        | Estudiantes | 3–2       | Gimnasia    |           |           |
| 023 | 6 de diciembre de 1936   | Campeonato 1936 (Copa Campeonato) | 16               | Gimnasia           | Gimnasia    | 3–2       | Estudiantes |           |           |
| 024 | 30 de mayo de 1937       | Campeonato 1937                   | 7                | Estudiantes        | Estudiantes | 0–2       | Gimnasia    |           |           |
| 025 | 17 de octubre de 1937    | Campeonato 1937                   | 24               | Gimnasia           | Gimnasia    | 1–0       | Estudiantes |           |           |
| 026 | 15 de mayo de 1938       | Campeonato 1938                   | 5                | Gimnasia           | Gimnasia    | 2–2       | Estudiantes |           |           |
| 027 | 25 de septiembre de 1938 | Campeonato 1938                   | 22               | Estudiantes        | Estudiantes | 1–2       | Gimnasia    |           |           |
| 028 | 2 de julio de 1939       | Campeonato 1939                   | 16               | Estudiantes        | Estudiantes | 0–2       | Gimnasia    |           |           |
| 029 | 26 de noviembre de 1939  | Campeonato 1939                   | 33               | Gimnasia           | Gimnasia    | 1–3       | Estudiantes |           |           |
| 030 | 30 de junio de 1940      | Campeonato 1940                   | 12               | Estudiantes        | Estudiantes | 2–1       | Gimnasia    |           |           |
| 031 | 17 de noviembre de 1940  | Campeonato 1940                   | 29               | Gimnasia           | Gimnasia    | 1–4       | Estudiantes |           |           |
| 032 | 24 de mayo de 1941       | Campeonato 1941                   | 9                | Gimnasia           | Gimnasia    | 1–2       | Estudiantes |           |           |
| 033 | 14 de septiembre de 1941 | Campeonato 1941                   | 24               | Estudiantes        | Estudiantes | 3–1       | Gimnasia    |           |           |
| 034 | 19 de julio de 1942      | Campeonato 1942                   | 13               | Gimnasia           | Gimnasia    | 1–1       | Estudiantes |           |           |
| 035 | 8 de noviembre de 1942   | Campeonato 1942                   | 28               | Estudiantes        | Estudiantes | 1–0       | Gimnasia    |           |           |
| 036 | 13 de junio de 1943      | Campeonato 1943                   | 9                | Estudiantes        | Estudiantes | 2–1       | Gimnasia    |           |           |
| 037 | 24 de octubre de 1943    | Campeonato 1943                   | 24               | Gimnasia           | Gimnasia    | 2–0       | Estudiantes |           |           |
| 038 | 12 de agosto de 1945     | Campeonato 1945                   | 15               | Gimnasia           | Gimnasia    | 2–4       | Estudiantes |           |           |
| 039 | 2 de diciembre de 1945   | Campeonato 1945                   | 30               | Lanús              | Estudiantes | 3–1       | Gimnasia    |           |           |
| 040 | 9 de mayo de 1948        | Campeonato 1948                   | 4                | Gimnasia           | Gimnasia    | 2–2       | Estudiantes |           |           |
| 041 | 5 de septiembre de 1948  | Campeonato 1948                   | 19               | Estudiantes        | Estudiantes | 6–1       | Gimnasia    |           |           |
| 042 | 15 de mayo de 1949       | Campeonato 1949                   | 3                | Estudiantes        | Estudiantes | 1–1       | Gimnasia    |           |           |
| 043 | 4 de septiembre de 1949  | Campeonato 1949                   | 20               | Gimnasia           | Gimnasia    | 1–0       | Estudiantes |           |           |
| 044 | 16 de julio de 1950      | Campeonato 1950                   | 14               | Estudiantes        | Estudiantes | 1–1       | Gimnasia    |           |           |
| 045 | 5 de noviembre de 1950   | Campeonato 1950                   | 31               | Gimnasia           | Gimnasia    | 2–2       | Estudiantes |           |           |
| 046 | 15 de julio de 1951      | Campeonato 1951                   | 14               | Estudiantes        | Estudiantes | 2–2       | Gimnasia    |           |           |
| 047 | 1 de noviembre de 1951   | Campeonato 1951                   | 31               | Gimnasia           | Gimnasia    | 1–2       | Estudiantes |           |           |
| 048 | 12 de abril de 1953      | Campeonato 1953                   | 2                | Estudiantes        | Estudiantes | 1–2       | Gimnasia    |           |           |
| 049 | 23 de agosto de 1953     | Campeonato 1953                   | 17               | Gimnasia           | Gimnasia    | 2–0       | Estudiantes |           |           |
| 050 | 31 de julio de 1955      | Campeonato 1955                   | 11               | Estudiantes        | Estudiantes | 2–1       | Gimnasia    |           |           |
| 051 | 20 de noviembre de 1955  | Campeonato 1955                   | 26               | Gimnasia           | Gimnasia    | 1–1       | Estudiantes |           |           |
| 052 | 22 de abril de 1956      | Campeonato 1956                   | 2                | Gimnasia           | Gimnasia    | 2–2       | Estudiantes |           |           |
| 053 | 9 de septiembre de 1956  | Campeonato 1956                   | 17               | Estudiantes        | Estudiantes | 2–3       | Gimnasia    |           |           |
| 054 | 18 de agosto de 1957     | Campeonato 1957                   | 15               | Gimnasia           | Gimnasia    | 0–1       | Estudiantes |           |           |
| 055 | 14 de diciembre de 1957  | Campeonato 1957                   | 30               | Estudiantes        | Estudiantes | 2–2       | Gimnasia    |           |           |
| 056 | 13 de julio de 1958      | Campeonato 1958                   | 5                | Estudiantes        | Estudiantes | 1–2       | Gimnasia    |           |           |
| 057 | 1 de noviembre de 1958   | Campeonato 1958                   | 20               | Gimnasia           | Gimnasia    | 1–2       | Estudiantes |           |           |
| 058 | 28 de mayo de 1959       | Campeonato 1959                   | 5                | Gimnasia - Quilmes | Gimnasia    | 1–2       | Estudiantes |           |           |
| 059 | 20 de septiembre de 1959 | Campeonato 1959                   | 20               | Estudiantes        | Estudiantes | 3–2       | Gimnasia    |           |           |
| 060 | 14 de agosto de 1960     | Campeonato 1960                   | 14               | Estudiantes        | Estudiantes | 0–2       | Gimnasia    |           |           |
| 061 | 20 de noviembre de 1960  | Campeonato 1960                   | 29               | Gimnasia           | Gimnasia    | 2–0       | Estudiantes |           |           |
| 062 | 14 de mayo de 1961       | Campeonato 1961                   | 5                | Gimnasia           | Gimnasia    | 1–1       | Estudiantes |           |           |
| 063 | 1 de octubre de 1961     | Campeonato 1961                   | 20               | Estudiantes        | Estudiantes | 2–1       | Gimnasia    |           |           |
| 064 | 1 de julio de 1962       | Campeonato 1962                   | 8                | Gimnasia           | Gimnasia    | 0–1       | Estudiantes |           |           |
| 065 | 28 de octubre de 1962    | Campeonato 1962                   | 23               | Estudiantes        | Estudiantes | 0–2       | Gimnasia    |           |           |
| 066 | 5 de mayo de 1963        | Campeonato 1963                   | 2                | Estudiantes        | Estudiantes | 2–1       | Gimnasia    |           |           |
| 067 | 25 de agosto de 1963     | Campeonato 1963                   | 15               | Gimnasia           | Gimnasia    | 5–2       | Estudiantes |           |           |
| 068 | 24 de mayo de 1964       | Campeonato 1964                   | 5                | Gimnasia           | Gimnasia    | 3–1       | Estudiantes |           |           |
| 069 | 27 de septiembre de 1964 | Campeonato 1964                   | 20               | Estudiantes        | Estudiantes | 1–1       | Gimnasia    |           |           |
| 070 | 13 de junio de 1965      | Campeonato 1965                   | 11               | Gimnasia           | Gimnasia    | 1–1       | Estudiantes |           |           |
| 071 | 13 de noviembre de 1965  | Campeonato 1965                   | 28               | Estudiantes        | Estudiantes | 3–1       | Gimnasia    |           |           |
| 072 | 17 de abril de 1966      | Campeonato 1966                   | 7                | Gimnasia           | Gimnasia    | 0–0       | Estudiantes |           |           |
| 073 | 4 de septiembre de 1966  | Campeonato 1966                   | 26               | Estudiantes        | Estudiantes | 0–0       | Gimnasia    |           |           |
| 074 | 14 de mayo de 1967       | Metropolitano 1967                | 11               | Gimnasia           | Gimnasia    | 0–0       | Estudiantes |           |           |
| 075 | 1 de agosto de 1967      | Metropolitano 1967                | 22               | Estudiantes        | Estudiantes | 3–0       | Gimnasia    |           |           |
| 076 | 30 de mayo de 1968       | Metropolitano 1968                | 8                | Estudiantes        | Estudiantes | 3–3       | Gimnasia    |           |           |
| 077 | 7 de julio de 1968       | Metropolitano 1968                | 19               | Gimnasia           | Gimnasia    | 1–6       | Estudiantes |           |           |
| 078 | 6 de abril de 1969       | Metropolitano 1969                | 8                | Gimnasia - Quilmes | Gimnasia    | 2–0       | Estudiantes |           |           |
| 079 | 8 de junio de 1969       | Metropolitano 1969                | 19               | Estudiantes        | Estudiantes | 1–0       | Gimnasia    |           |           |
| 080 | 3 de mayo de 1970        | Metropolitano 1970                | 8                | Estudiantes        | Estudiantes | 1–1       | Gimnasia    |           |           |
| 081 | 27 de septiembre de 1970 | Nacional 1970                     | 4                | Estudiantes        | Estudiantes | 4–1       | Gimnasia    |           |           |
| 082 | 15 de noviembre de 1970  | Nacional 1970                     | 14               | Gimnasia           | Gimnasia    | 4–1       | Estudiantes |           |           |
| 083 | 9 de mayo de 1971        | Metropolitano 1971                | 15               | Gimnasia           | Gimnasia    | 1–0       | Estudiantes |           |           |
| 084 | 12 de septiembre de 1971 | Metropolitano 1971                | 34               | Estudiantes        | Estudiantes | 2–1       | Gimnasia    |           |           |
| 085 | 27 de noviembre de 1971  | Nacional 1971                     | 11               | Estudiantes        | Estudiantes | 5–1       | Gimnasia    |           |           |
| 086 | 30 de marzo de 1972      | Metropolitano 1972                | 7                | Estudiantes        | Estudiantes | 0–0       | Gimnasia    |           |           |
| 087 | 23 de julio de 1972      | Metropolitano 1972                | 24               | Gimnasia           | Gimnasia    | 1–2       | Estudiantes |           |           |
| 088 | 10 de diciembre de 1972  | Nacional 1972                     | 13               | Estudiantes        | Estudiantes | 1–4       | Gimnasia    |           |           |
| 089 | 23 de diciembre de 1972  | Metropolitano 1972                | Reclasificatorio | Quilmes            | Gimnasia    | 2–2       | Estudiantes |           |           |
| 090 | 27 de mayo de 1973       | Metropolitano 1973                | 14               | Estudiantes        | Estudiantes | 1–3       | Gimnasia    |           |           |
| 091 | 7 de septiembre de 1973  | Metropolitano 1973                | 31               | Gimnasia           | Gimnasia    | 1–1       | Estudiantes |           |           |
| 092 | 28 de octubre de 1973    | Nacional 1973                     | 6                | Gimnasia           | Gimnasia    | 1–1       | Estudiantes |           |           |
| 093 | 17 de febrero de 1974    | Metropolitano 1974                | 3                | Estudiantes        | Estudiantes | 2–1       | Gimnasia    |           |           |
| 094 | 14 de abril de 1974      | Metropolitano 1974                | 12               | Gimnasia           | Gimnasia    | 1–0       | Estudiantes |           |           |
| 095 | 8 de septiembre de 1974  | Nacional 1974                     | 8                | Estudiantes        | Estudiantes | 2–0       | Gimnasia    |           |           |
| 096 | 18 de noviembre de 1974  | Nacional 1974                     | 17               | Gimnasia           | Gimnasia    | 2–1       | Estudiantes |           |           |
| 097 | 9 de marzo de 1975       | Metropolitano 1975                | 6                | Estudiantes        | Estudiantes | 3–3       | Gimnasia    |           |           |
| 098 | 4 de junio de 1975       | Metropolitano 1975                | 25               | Gimnasia           | Gimnasia    | 1–1       | Estudiantes |           |           |
| 099 | 21 de septiembre de 1975 | Nacional 1975                     | 1                | Estudiantes        | Estudiantes | 2–1       | Gimnasia    |           |           |
| 100 | 26 de octubre de 1975    | Nacional 1975                     | 9                | Gimnasia           | Gimnasia    | 1–1       | Estudiantes |           |           |
| 101 | 21 de marzo de 1976      | Metropolitano 1976                | 8                | Gimnasia           | Gimnasia    | 1–1       | Estudiantes |           |           |
| 102 | 25 de mayo de 1976       | Metropolitano 1976                | 19               | Estudiantes        | Estudiantes | 2–1       | Gimnasia    |           |           |
| 103 | 1 de agosto de 1976      | Metropolitano 1976                | Fase Final       | Estudiantes        | Estudiantes | 2–0       | Gimnasia    |           |           |
| 104 | 26 de septiembre de 1976 | Nacional 1976                     | 3                | Gimnasia           | Gimnasia    | 1–2       | Estudiantes |           |           |
| 105 | 14 de noviembre de 1976  | Nacional 1976                     | 11               | Estudiantes        | Estudiantes | 0–1       | Gimnasia    |           |           |
| 106 | 3 de abril de 1977       | Metropolitano 1977                | 6                | Gimnasia           | Gimnasia    | 3–3       | Estudiantes |           |           |
| 107 | 16 de septiembre de 1977 | Metropolitano 1977                | 29               | Estudiantes        | Estudiantes | 1–1       | Gimnasia    |           |           |
| 108 | 5 de marzo de 1978       | Metropolitano 1978                | 1                | Gimnasia           | Gimnasia    | 1–0       | Estudiantes |           |           |
| 109 | 9 de agosto de 1978      | Metropolitano 1978                | 22               | Estudiantes        | Estudiantes | 1–1       | Gimnasia    |           |           |
| 110 | 15 de septiembre de 1985 | Campeonato 1985/86                | 11               | Estudiantes        | Estudiantes | 1–0       | Gimnasia    |           |           |
| 111 | 23 de febrero de 1986    | Campeonato 1985/86                | 30               | Gimnasia           | Gimnasia    | 1–0       | Estudiantes |           |           |
| 112 | 31 de agosto de 1986     | Campeonato 1986/87                | 8                | Gimnasia           | Gimnasia    | 2–1       | Estudiantes |           |           |
| 113 | 8 de febrero de 1987     | Campeonato 1986/87                | 27               | Estudiantes        | Estudiantes | 0–0       | Gimnasia    |           |           |
| 114 | 4 de octubre de 1987     | Campeonato 1987/88                | 6                | Estudiantes        | Estudiantes | 1–1       | Gimnasia    |           |           |
| 115 | 28 de febrero de 1988    | Campeonato 1987/88                | 25               | Gimnasia           | Gimnasia    | 2–2       | Estudiantes |           |           |
| 116 | 6 de diciembre de 1988   | Campeonato 1988/89                | 15               | Gimnasia           | Gimnasia    | 2–0       | Estudiantes |           |           |
| 117 | 7 de mayo de 1989        | Campeonato 1988/89                | 34               | Estudiantes        | Estudiantes | 1(0)–1(2) | Gimnasia    |           |           |
| 118 | 29 de octubre de 1989    | Campeonato 1989/90                | 13               | Estudiantes        | Estudiantes | 0–0       | Gimnasia    |           |           |
| 119 | 25 de abril de 1990      | Campeonato 1989/90                | 25               | Gimnasia           | Gimnasia    | 1–1       | Estudiantes |           |           |
| 120 | 22 de diciembre de 1990  | Apertura 1990                     | 19               | Estudiantes        | Estudiantes | 0–0       | Gimnasia    |           |           |
| 121 | 30 de junio de 1991      | Clausura 1991                     | 19               | Gimnasia           | Gimnasia    | 0–2       | Estudiantes |           |           |
| 122 | 13 de octubre de 1991    | Apertura 1991                     | 7                | Gimnasia           | Gimnasia    | 2–0       | Estudiantes |           |           |
| 123 | 5 de abril de 1992       | Clausura 1992                     | 7                | Estudiantes        | Estudiantes | 0–1       | Gimnasia    |           |           |
| 124 | 18 de octubre de 1992    | Apertura 1992                     | 4                | Estudiantes        | Estudiantes | 1–1       | Gimnasia    |           |           |
| 125 | 7 de marzo de 1993       | Clausura 1993                     | 4                | Gimnasia           | Gimnasia    | 0–0       | Estudiantes |           |           |
| 126 | 14 de noviembre de 1993  | Apertura 1993                     | 10               | Estudiantes        | Estudiantes | 0–2       | Gimnasia    |           |           |
| 127 | 22 de mayo de 1994       | Clausura 1994                     | 10               | Gimnasia           | Gimnasia    | 2–1       | Estudiantes |           |           |
| 128 | 17 de diciembre de 1995  | Apertura 1995                     | 19               | Gimnasia           | Gimnasia    | 0–3       | Estudiantes |           |           |
| 129 | 18 de agosto de 1996     | Clausura 1996                     | 19               | Estudiantes        | Estudiantes | 1–1       | Gimnasia    |           |           |
| 130 | 27 de noviembre de 1996  | Apertura 1996                     | 15               | Gimnasia           | Gimnasia    | 0–0       | Estudiantes |           |           |
| 131 | 1 de junio de 1997       | Clausura 1997                     | 15               | Estudiantes        | Estudiantes | 1–0       | Gimnasia    |           |           |
| 132 | 31 de agosto de 1997     | Apertura 1997                     | 2                | Estudiantes        | Estudiantes | 2–2       | Gimnasia    |           |           |
| 133 | 18 de marzo de 1998      | Clausura 1998                     | 2                | Gimnasia           | Gimnasia    | 3–0       | Estudiantes |           |           |
| 134 | 8 de noviembre de 1998   | Apertura 1998                     | 14               | Estudiantes        | Estudiantes | 2–2       | Gimnasia    |           |           |
| 135 | 23 de mayo de 1999       | Clausura 1999                     | 14               | Gimnasia           | Gimnasia    | 0–0       | Estudiantes |           |           |
| 136 | 19 de septiembre de 1999 | Apertura 1999                     | 7                | Gimnasia           | Gimnasia    | 0–0       | Estudiantes |           |           |
| 137 | 2 de abril de 2000       | Clausura 2000                     | 7                | Estudiantes        | Estudiantes | 1–2       | Gimnasia    |           |           |
| 138 | 10 de septiembre de 2000 | Apertura 2000                     | 6                | Gimnasia           | Gimnasia    | 3–2       | Estudiantes |           |           |
| 139 | 11 de marzo de 2001      | Clausura 2001                     | 6                | Estudiantes        | Estudiantes | 2–1       | Gimnasia    |           |           |
| 140 | 26 de agosto de 2001     | Apertura 2001                     | 2                | Gimnasia           | Gimnasia    | 1–1       | Estudiantes |           |           |
| 141 | 17 de febrero de 2002    | Clausura 2002                     | 2                | Estudiantes        | Estudiantes | 3–2       | Gimnasia    |           |           |
| 142 | 29 de septiembre de 2002 | Apertura 2002                     | 10               | Gimnasia           | Gimnasia    | 3–1       | Estudiantes |           |           |
| 143 | 20 de abril de 2003      | Clausura 2003                     | 10               | Estudiantes        | Estudiantes | 2–4       | Gimnasia    |           |           |
| 144 | 5 de octubre de 2003     | Apertura 2003                     | 8                | Estudiantes        | Estudiantes | 1–0       | Gimnasia    |           |           |
| 145 | 4 de abril de 2004       | Clausura 2004                     | 8                | Gimnasia           | Gimnasia    | 2–2       | Estudiantes |           |           |
| 146 | 21 de noviembre de 2004  | Apertura 2004                     | 16               | Estudiantes        | Estudiantes | 0–0       | Gimnasia    |           |           |
| 147 | 12 de junio de 2005      | Clausura 2005                     | 16               | Gimnasia           | Gimnasia    | 4–1       | Estudiantes |           |           |
| 148 | 28 de agosto de 2005     | Apertura 2005                     | 4                | Estudiantes        | Estudiantes | 1–0       | Gimnasia    |           |           |
| 149 | 12 de febrero de 2006    | Clausura 2006                     | 4                | Ciudad de La Plata | Gimnasia    | 1–1       | Estudiantes |           |           |
| 150 | 15 de octubre de 2006    | Apertura 2006                     | 11               | Ciudad de La Plata | Estudiantes | 7–0       | Gimnasia    |           |           |
| 151 | 22 de abril de 2007      | Clausura 2007                     | 11               | Ciudad de La Plata | Gimnasia    | 1–2       | Estudiantes |           |           |
| 152 | 4 de noviembre de 2007   | Apertura 2007                     | 15               | Ciudad de La Plata | Estudiantes | 1–0       | Gimnasia    |           |           |
| 153 | 17 de mayo de 2008       | Clausura 2008                     | 15               | Ciudad de La Plata | Gimnasia    | 1–2       | Estudiantes |           |           |
| 154 | 28 de septiembre de 2008 | Apertura 2008                     | 8                | Ciudad de La Plata | Estudiantes | 3–1       | Gimnasia    |           |           |
| 155 | 5 de abril de 2009       | Clausura 2009                     | 8                | Ciudad de La Plata | Gimnasia    | 1–1       | Estudiantes |           |           |
| 156 | 29 de agosto de 2009     | Apertura 2009                     | 2                | Ciudad de La Plata | Estudiantes | 3–0       | Gimnasia    |           |           |
| 157 | 3 de febrero de 2010     | Clausura 2010                     | 2                | Gimnasia           | Gimnasia    | 3–1       | Estudiantes |           |           |
| 158 | 29 de septiembre de 2010 | Apertura 2010                     | 4                | Quilmes            | Estudiantes | 2–0       | Gimnasia    |           |           |
| 159 | 5 de marzo de 2011       | Clausura 2011                     | 4                | Ciudad de La Plata | Gimnasia    | 0–2       | Estudiantes |           |           |
| 160 | 22 de septiembre de 2013 | Inicial 2013                      | 8                | Ciudad de La Plata | Estudiantes | 1–1       | Gimnasia    |           |           |
| 161 | 16 de marzo de 2014      | Final 2014                        | 8                | Gimnasia           | Gimnasia    | 0–1       | Estudiantes |           |           |
| 162 | 22 de septiembre de 2014 | Transición 2014                   | 8                | Ciudad de La Plata | Estudiantes | 0–0       | Gimnasia    |           |           |
| 163 | 1 de marzo de 2015       | Campeonato 2015                   | 3                | Gimnasia           | Gimnasia    | 1–3       | Estudiantes |           |           |
| 164 | 13 de septiembre de 2015 | Campeonato 2015                   | 24               | Ciudad de La Plata | Estudiantes | 1–1       | Gimnasia    |           |           |
| 165 | 13 de marzo de 2016      | Campeonato 2016                   | 7                | Ciudad de La Plata | Estudiantes | 3–0       | Gimnasia    |           |           |
| 166 | 23 de abril de 2016      | Campeonato 2016                   | 12               | Gimnasia           | Gimnasia    | 0–0       | Estudiantes |           |           |
| 167 | 2 de octubre de 2016     | Campeonato 2016/17                | 5                | Gimnasia           | Gimnasia    | 0–0       | Estudiantes |           |           |
| 168 | 13 de mayo de 2017       | Campeonato 2016/17                | 24               | Quilmes            | Estudiantes | 1–0       | Gimnasia    |           |           |
| 169 | 10 de febrero de 2018    | Superliga 2017/18                 | 15               | Gimnasia           | Gimnasia    | 0–0       | Estudiantes |           |           |
| 170 | 10 de marzo de 2019      | Superliga 2018/19                 | 22               | Ciudad de La Plata | Estudiantes | 1–0       | Gimnasia    |           |           |
| 171 | 2 de noviembre de 2019   | Superliga 2019/20                 | 12               | Gimnasia           | Gimnasia    | 0–1       | Estudiantes |           |           |
| 172 | 5 de diciembre de 2021   | Liga Profesional 2021             | 24               | Gimnasia           | Gimnasia    | 4–4       | Estudiantes |           |           |
| 173 | 5 de junio de 2022       | Liga Profesional 2022             | 1                | Estudiantes        | Estudiantes | 1-1       | Gimnasia    |           |           |
| 174 | 19 de marzo de 2023      | Liga Profesional 2023             | 8                | Gimnasia           | Gimnasia    | 2–1       | Estudiantes |           |           |
| 175 | 28 de julio de 2024      | Liga Profesional 2024             | 8                | Estudiantes        | Estudiantes | 4–1       | Gimnasia    |           |           |
| 176 | 13 de abril de 2025      | Apertura 2025                     | 13               | Gimnasia           | Gimnasia    | 1–1       | Estudiantes |           |           |

1. ↑  Se disputó en el estadio de Lanús debido a que Estudiantes tenía su cancha suspendida.
2. ↑  Suspendido a los 29 minutos por un derrumbe en la tribuna visitante. Se completó el 3 de junio de 1959 en el estadio de Quilmes.
3. ↑  Suspendido a los 7 minutos del segundo tiempo por un derrumbe en el alambrado perimetral de la tribuna local. Se completó el 16 de abril de 1969 en el estadio de Quilmes.
4. ↑  El partido se disputó en el estadio de Estudiantes pero, oficialmente, tuvo carácter neutral por ser un enfrentamiento correspondiente al interzonal del Campeonato Nacional.
5. ↑  El partido se disputó en el estadio de Estudiantes pero, oficialmente, tuvo carácter neutral por ser un enfrentamiento correspondiente al interzonal del Campeonato Nacional.
6. ↑  El partido se disputó en el estadio de Quilmes y, oficialmente, tuvo carácter neutral por ser un enfrentamiento correspondiente al Torneo Reclasificatorio del Campeonato Metropolitano.
7. ↑  El partido se disputó en el estadio de Gimnasia pero, oficialmente, tuvo carácter neutral por ser un enfrentamiento correspondiente al interzonal del Campeonato Nacional.
8. ↑  El partido se disputó en el estadio de Estudiantes pero, oficialmente, tuvo carácter neutral por ser un enfrentamiento correspondiente a la Fase Final del Campeonato Metropolitano.

### Copas nacionales
| N.º | Fecha                   | Torneo                                         | Ronda         | Estadio     | Local       | Resultado | Visitante   | Goles (L) | Goles (V) |
| --- | ----------------------- | ---------------------------------------------- | ------------- | ----------- | ----------- | --------- | ----------- | --------- | --------- |
| 001 | 29 de marzo de 1924     | Copa de Competencia 1924                       | F.2           | Estudiantes | Estudiantes | 2–2       | Gimnasia    |           |           |
| 002 | 30 de noviembre de 1924 | Copa de Competencia 1924                       | F.7           | Gimnasia    | Gimnasia    | PG–PP     | Estudiantes |           |           |
| 003 | 8 de diciembre de 1932  | Copa de Honor "Sr. Beccar Varela" 1932         | F.1           | San Lorenzo | Gimnasia    | 2–1       | Estudiantes |           |           |
| 004 | 8 de abril de 1945      | Copa de Competencia Británica "George VI" 1945 | Primera ronda | Racing Club | Estudiantes | 3–3       | Gimnasia    |           |           |
| 005 | 1 de mayo de 1945       | Copa de Competencia Británica "George VI" 1945 | Primera ronda | Gimnasia    | Gimnasia    | 1–2       | Estudiantes |           |           |
| 006 | 26 de junio de 1993     | Copa Centenario de la AFA 1993                 | Primera ronda | Gimnasia    | Gimnasia    | 1–0       | Estudiantes |           |           |
| 007 | 4 de julio de 1993      | Copa Centenario de la AFA 1993                 | Primera ronda | Estudiantes | Estudiantes | 0–0       | Gimnasia    |           |           |
| 008 | 18 de abril de 2021     | Copa de la Liga Profesional 2021               | F.10          | Estudiantes | Estudiantes | 0–0       | Gimnasia    |           |           |
| 009 | 20 de marzo de 2022     | Copa de la Liga Profesional 2022               | F.7           | Gimnasia    | Gimnasia    | 1–1       | Estudiantes |           |           |
| 010 | 1 de octubre de 2023    | Copa de la Liga Profesional 2023               | F.7           | Estudiantes | Estudiantes | 0–0       | Gimnasia    |           |           |
| 011 | 25 de febrero de 2024   | Copa de la Liga Profesional 2024               | F.7           | Gimnasia    | Gimnasia    | 0–0       | Estudiantes |           |           |

1. ↑  El partido tuvo, oficialmente, carácter neutral.
2. ↑  El partido tuvo, oficialmente, carácter neutral.
3. ↑  El partido se disputó en el estadio de Gimnasia pero, oficialmente, tuvo carácter neutral por ser el desempate de la serie de primera ronda de la Copa de Competencia Británica.

### Copas internacionales
| N.º | Fecha                    | Torneo                 | Ronda        | Estadio            | Local       | Resultado | Visitante   | Goles (L) | Goles (V) |
| --- | ------------------------ | ---------------------- | ------------ | ------------------ | ----------- | --------- | ----------- | --------- | --------- |
| 001 | 3 de septiembre de 2014  | Copa Sudamericana 2014 | Segunda fase | Gimnasia           | Gimnasia    | 0-0       | Estudiantes |           |           |
| 002 | 16 de septiembre de 2014 | Copa Sudamericana 2014 | Segunda fase | Ciudad de La Plata | Estudiantes | 1–0       | Gimnasia    |           |           |